# Фолси, Джордж
Джордж Фолси (англ. George Folsey; 2 июля 1898 — 1 ноября 1988) — американский кинооператор, тринадцать раз номинировавшийся на премию «Оскар».

## Биография
Родился 2 июля 1898 года в Бруклине, США. Карьеру в киноиндустрии начинал в 1913 году, работая посыльным в компании Jesse L. Lasky Feature Play Company. В качестве основного кинооператора дебютировал на съёмках фильма 1919 года «Его брачная ночь», заключив после окончания работы контракт с киностудией Associated First National. С 1929 по 1932 год работал на студии Paramount Astoria Studios, после чего перебрался в Голливуд и присоединился к Metro-Goldwyn-Mayer. Стал одним из первых применять мягкое освещение при съёмках фильмов, отказавшись от принятых в то время резких контрастов. Известен по работе с режиссёрами Джорджом Кьюкором, Винсентом Миннелли, Стэнли Доненом и Робертом Уайзом. По итогам карьеры принял участие в съёмках 165 картин, его последней работой стал фильм 1972 года «Стеклянные дома». В 1980 году снялся в роли самого себя в документальном сериале «Голливуд» (серия «Волшебство света»). Был президентом Американского общества кинооператоров с 1956 по 1957 год.
Умер 1 ноября 1988 года в городе Санта-Моника, США.

## Избранная фильмография
- 1927 — Капризная, но хорошенькая / Naughty But Nice (реж. Миллард Уэбб)
- 1929 — Письмо / The Letter (реж. Жан Де Лимур)
- 1930 — Королевская семья Бродвея / The Royal Family of Brodway (реж. Джордж Кьюкор)
- 1930 — Смех / Laughter (реж. Джерри д’Аббади д’Арраст)
- 1932 — Животное царство / The Animal Kingdom (реж. Эдвард Гриффит)
- 1936 — Великий Зигфелд / The Great Ziegfeld (реж. Роберт Леонард)
- 1937 — Конец миссис Чейни / The Last of Mrs. Cheyney (реж. Ричард Болеславский)
- 1938 — Мария-Антуанетта / Marie Antoinette (реж. В. С. Ван Дайк)
- 1942 — Убийство на Центральном вокзале / Grand Central Murder (реж. С. Силвэн Саймон)
- 1944 — Встреть меня в Сент-Луисе / Meet Me in St. Louis (реж. Винсент Миннелли)
- 1948 — Состояние единства / State of the Union (реж. Фрэнк Капра)
- 1949 — Ребро Адама / Adam’s Rib (реж. Джордж Кьюкор)
- 1950 — Большое похмелье / The Big Hangover (реж. Норман Красна)
- 1954 — Семь невест для семерых братьев / Seven Brides for Seven Brothers (реж. Стэнли Донен)
- 1954 — Административная власть / Executive Suite (реж. Роберт Уайз)
- 1956 — Запретная планета / Forbidden Planet (реж. Фред Маклауд Уилкокс)
- 1957 — Дом чисел / House of Numbers (реж. Расселл Раус)
- 1963 — Балкон / The Balcony (реж. Джозеф Стрик)

## Награды и номинации
- Премия «Оскар» за лучшую операторскую работу
  - Номинировался в 1934 году за фильм «Воссоединение в Вене»[8]
  - Номинировался в 1935 году за фильм «Оператор 13[англ.]»[9]
  - Номинировался в 1937 году за фильм «Великолепная инсинуация[англ.]»[10]
  - Номинировался в 1944 году за фильм «Тысячи приветствий[англ.]»[11]
  - Номинировался в 1945 году за фильмы «Белые скалы Дувра[англ.]» и «Встреть меня в Сент-Луисе»[12]
  - Номинировался в 1947 году за фильм «Зелёные годы[англ.]»[13]
  - Номинировался в 1948 году за фильм «Улица Грин Долфин[англ.]»[14]
  - Номинировался в 1953 году за фильм «Миллион долларов для русалки[англ.]»[15]
  - Номинировался в 1954 году за фильм «Все братья были храбрецами[англ.]»[16]
  - Номинировался в 1955 году за фильмы «Семь невест для семерых братьев» и «Административная власть»[17]
  - Номинировался в 1964 году за фильм «Балкон»[18]
- Лауреат прайм-таймовой премии «Эмми» в 1969 году за лучшую операторскую работу в телефильме «Это Пегги Флеминг»[19]
- Лауреат премии Американского общества кинооператоров в 1988 году за жизненные достижения[20]